# 迷蹤石

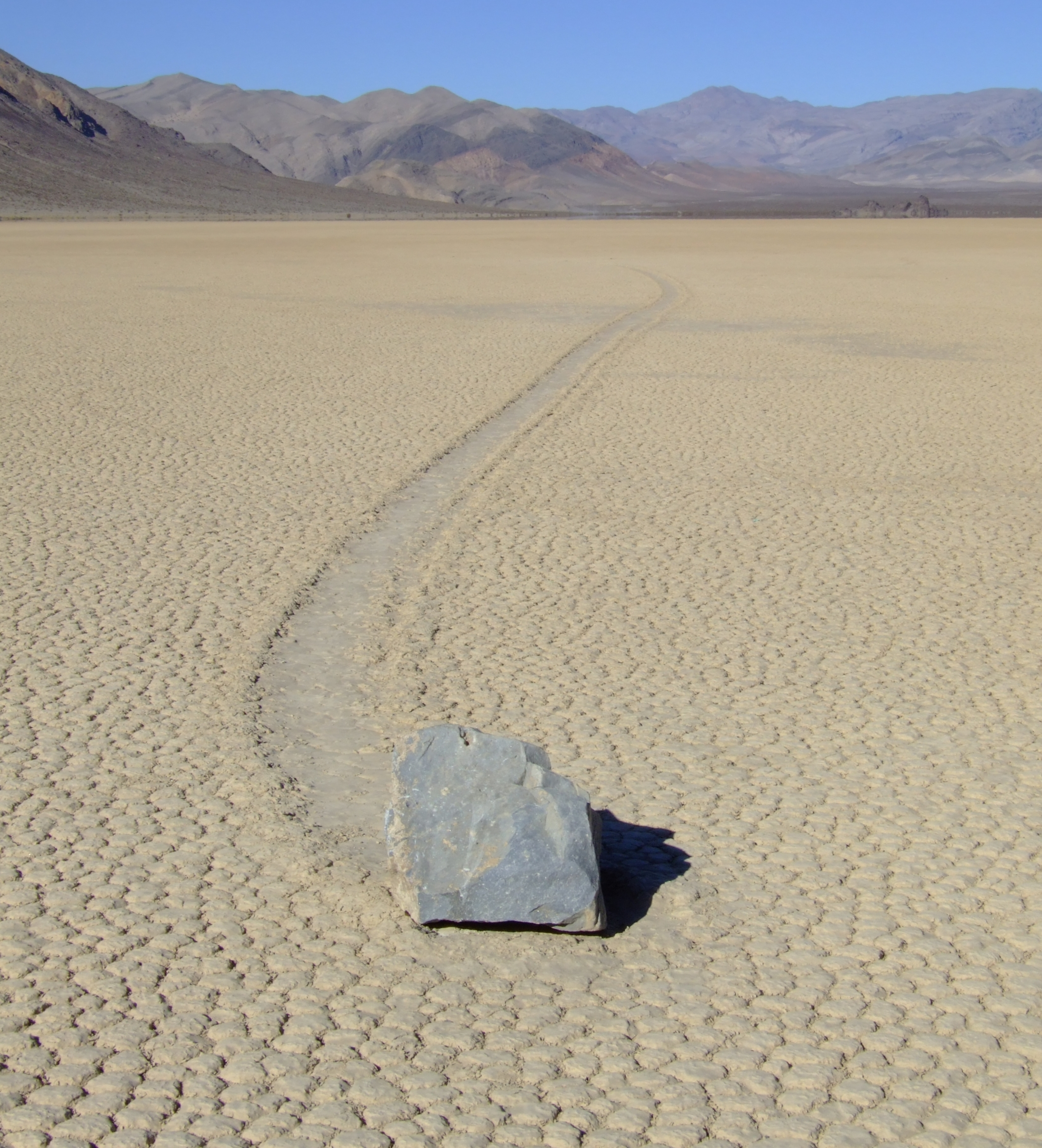
在死亡谷國家公園的一塊迷蹤石與因遷移而刻畫出的軌跡

迷蹤石（英語：sailing stones/sliding rocks/walking rocks/rolling stones/moving rocks）是一種地質現象，指稱石頭未經動物介入、在平滑湖床遷移並刻劃軌跡的現象，常出現在美國加州死亡谷國家公園的跑道湖。最早由探礦者約瑟夫·克魯克（Joseph Crook）於1915年紀錄。

2014年研究人員利用全球定位系統和延時攝影，觀測並記錄岩石運動軌跡，推翻先前強風或地表漂浮厚冰引發岩石移動的說法。

只有當某種自然條件被滿足時，才會出現迷蹤石的現象：
1. 雨水填滿了乾旱的湖床，但仍舊讓石頭暴露在空氣中。
2. 在夜間，由於天氣寒冷，薄冰形成並漂浮在水面。
3. 在日間，溫和的太陽將薄冰融化成幾個小塊。
4. 搭乘在薄冰片上的石頭被微風吹拂而移動，在泥濘的湖床上刻劃出一條軌跡。